# Pacci Antíoc
Pacci o Pacci Antíoc (en llatí Paccius Antiochus, en grec antic Πάκκιος ̓Αντίοχος) era un metge romà del començament de l'era cristiana, deixeble de Filonides de Catana i va viure probablement a la ciutat de Roma.
Va fer una gran fortuna amb la venda d'una certa medicina de la seva invenció, molt utilitzada, la fórmula de la qual va restar en secret. Va deixar les seves fórmules com a llegat a l'emperador Tiberi que va ordenar fer-ne una còpia per cada biblioteca pública, segons Escriboni Llarg.
Galè, Escriboni Llarg, Aeci i Marcel Empíric mencionen les seves fórmules mèdiques.